# Epica (banda)

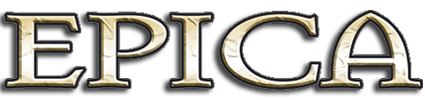
Logo oficial de Epica

Epica es una banda neerlandesa de metal sinfónico fundada en el año 2002 por el compositor, guitarrista y vocalista Mark Jansen después de su salida de After Forever.
Su música mezcla la voz mezzosoprano/soprano de Simone Simons acompañada con guitarras melódicas y contundentes, usando voces guturales, orquestas, coros, y en ocasiones letras y pasajes en latín, con un concepto filosófico y espiritual en sus canciones.
El estilo de la banda también muestra sonidos cercanos al metal progresivo que han intensificado significativamente en los últimos discos, en busca de su propio estilo musical.
En 2003 la banda lanzó su álbum debut The Phantom Agony, bajo el sello discográfico Transmission Record. En 2005 su segundo álbum Consign to Oblivion fue lanzado y debutó en el n.º 12 en las listas de ventas Neerlandesas.
Su tercer álbum de estudio The Divine Conspiracy debutó en el n.º 9 en Países Bajos y fue lanzado bajo el sello discográfico Nuclear Blast, debido a que la anterior firma se declarara en quiebra.
Su cuarto álbum de estudio Design Your Universe se lanzó en 2009, y fue un éxito comercial y tuvo una excelente recepción por parte de la crítica y de los fanes; el álbum debutó en el No.8 de las listas de ventas en Países Bajos y entró en las listas de ventas en la mayoría de los países de Europa, más tarde la banda realizó una gira mundial Design Your Universe World Tour que constó de aproximadamente 200 espectáculos.
Su quinto álbum de estudio Requiem for the Indifferent fue lanzado en 2012, y con más de 5,000 copias la banda hizo su debut en el conteo más importante de Norteamérica, el Billboard 200; el álbum entró en más de veinticinco charts en todos el mundo incluyendo Japón.
Epica se ha convertido en una de las bandas más importantes en su género, también es una de las bandas más populares del metal sinfónico.
En marzo de 2013 celebraron el 10.º aniversario en el Klokgebouw de Eindhoven, Países Bajos llamado Retrospect, en noviembre del mismo año el show fue lanzado en DVD debutando en la posición No.7 en Países Bajos y exhibiéndose en salas de cine por algunos países de Europa.
La banda lanzó su sexto álbum de estudio titulado The Quantum Enigma en marzo de 2014 siendo el primero con el bajista Rob van der Loo, el álbum se posicionó en el No.4 de los charts de Países Bajos siendo el más exitoso de la banda hasta el momento. 
En junio de 2015 la agrupación anunció su propio festival llamado Epic Metal Fest en el cual participaron diferentes bandas de la escena del metal, el mismo año Epica recibió el premio Music Export Award por ser la banda de metal neerlandesa con el mayor éxito internacional en los últimos años.

## Historia

### Sahara Dust & Cry for the Moon(2002-2003)
Por 7 años Mark Jansen había tocado en la agrupación After Forever, pero a principios del año 2002 deja la banda para dedicarse en su proyecto Sahara Dust con el fin de dejar atrás las limitaciones musicales que vivió en su anterior banda. Entonces comenzó la búsqueda de músicos que trabajaran un tipo de música más clásico-sinfónico; el cual fue nombrado inicialmente "Sahara Dust".
A finales de 2002, la banda trató de convencer a Helena Michaelsen de Trail of Tears para que fuese su vocalista, con quién grabaron un material demo, que hasta la fecha nunca se hizo público, poco después fue reemplazada por la entonces desconocida Simone Simons de 17 años la cual era novia de Jansen en ese entonces. Mark la invitó a unirse en secreto a la banda; esta fue una elección difícil para la banda, debido a que ellos no querían ningún tipo de relación sentimental dentro. A pesar de eso, Simone encajó perfectamente.
El guitarrista Ad Sluijter fue el primero en unirse, seguido por el tecladista Coen Janssen. Para Sahara Dust se había presentado un gran número de bajistas, pero ninguno encajaba, hasta que el bajista belga de la banda Axamenta, Yves Huts respondiera a una solicitud en internet, el baterista Jeroen Simons fue el último en unirse a la banda.
El nombre fue cambiado más adelante a Epica, inspirado por el álbum homónimo de Kamelot. Epica entonces reunió a un coro (compuesto por dos hombres y cuatro mujeres) y una orquesta de cuerdas (tres violines, dos violas, dos violonchelos y un contrabajo).Todavía bajo el nombre de Sahara Dust, produjeron un demo de dos canciones titulado Cry For The Moon en 2002. Como resultado, fueron contratados por la firma Transmission.

## Epica

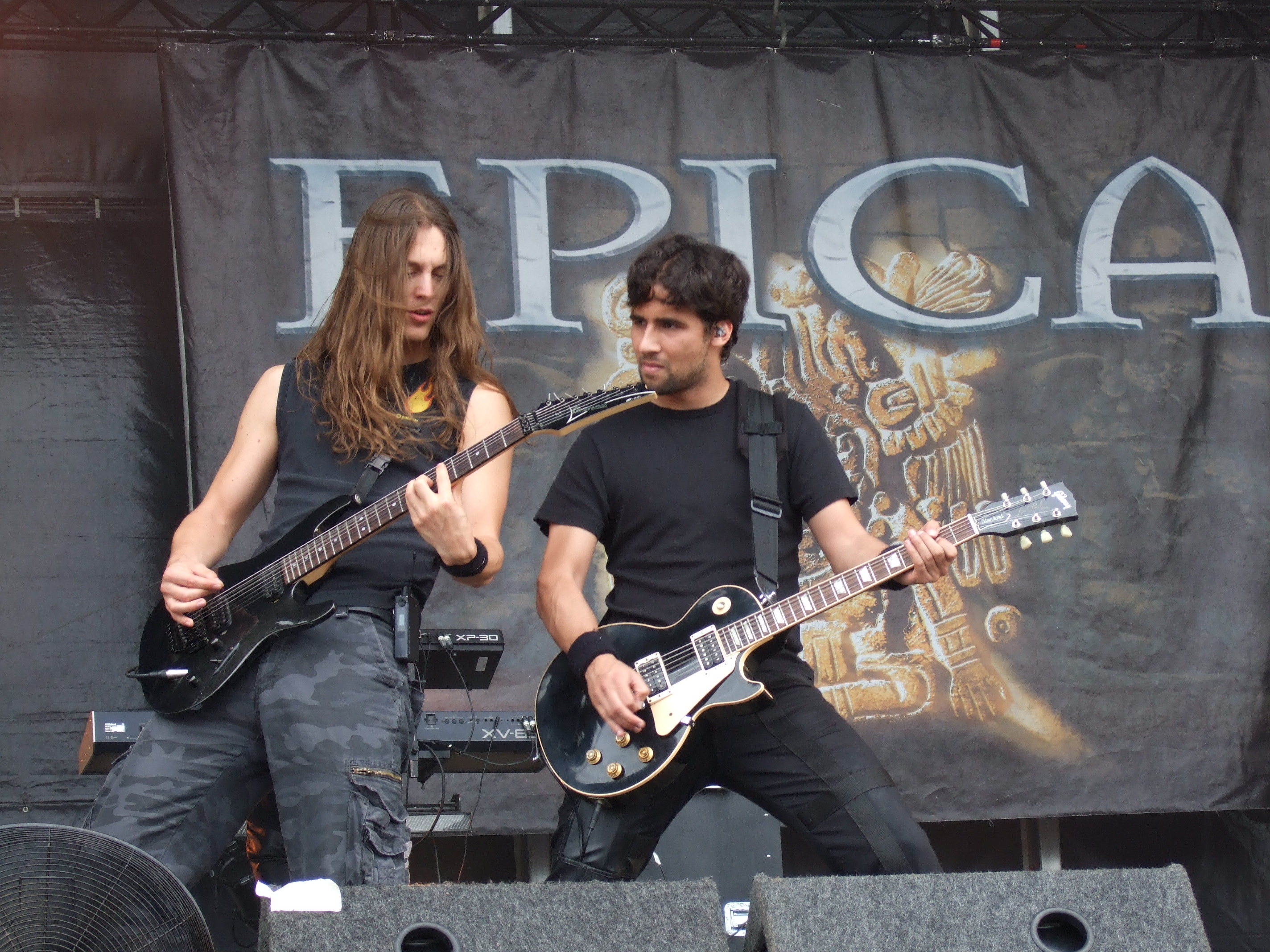
Mark Jansen y Ad Sluijter en el festival de música francés Hellfest

En noviembre la banda entró a grabar al estudio en la ciudad de Róterdam (donde After Forever grabó Prison of Desire), para grabar su primer demo Cry For The Moon, que sería lanzado el mes siguiente. Su primera presentación en vivo fue el día 15 de diciembre, en Tilburg, Países Bajos.
En enero de 2003 iniciaron las grabaciones en Alemania del álbum The Phantom Agony. En Alemania la banda decide cambiar el nombre de Sahara Dust por "Epica", este también es el nombre de uno de los álbumes de Kamelot.
Sobre el cambio de nombre Mark afirma:

Epica es un lugar del universo donde podemos encontrar las respuestas más importantes sobre las preguntas de la vida. La mayoría de nuestras letras son parecidas al significado de Epica.

### The Phantom Agony(2003)
Su álbum debut The Phantom Agony fue producido por Sascha Paeth (productor de Rhapsody, Kamelot, Angra, entre otros) y lanzado en junio de 2003, con una gran influencia de música árabe, como "Seif al Din". Optaron por combinar la voz mezzo soprano de Simone Simons y la voz gutural de Mark Jansen.
En la canción "Run for a Fall" que fue escrita por Mark Jansen, describe sobre su salida de After Forever. "Façade of Reality" aborda los atentados del 11 de septiembre de 2001, incluyendo declaraciones de Tony Blair; de esta manera Epica demuestra que tiene una conciencia humanista y social entre los integrantes, sobre todo Mark Jansen, compositor de siete canciones del álbum.
De este álbum se extrajeron 3 sencillos, The Phantom Agony, Feint y Cry For The Moon.
En septiembre de 2004, es lanzado el primer DVD de la banda titulado, We Will Take You With Us a través de Transmission Record, incluyendo videoclips, making off y presentaciones acústicas, en vivo y en estudio acompañados de un coro y músicos de orquesta.
Las presentaciones continuaron en el 2004. Las presentaciones europeas fueron en Inglaterra, Alemania, Turquía, España, Portugal entre otros países.

### Consign To Oblivion(2005)

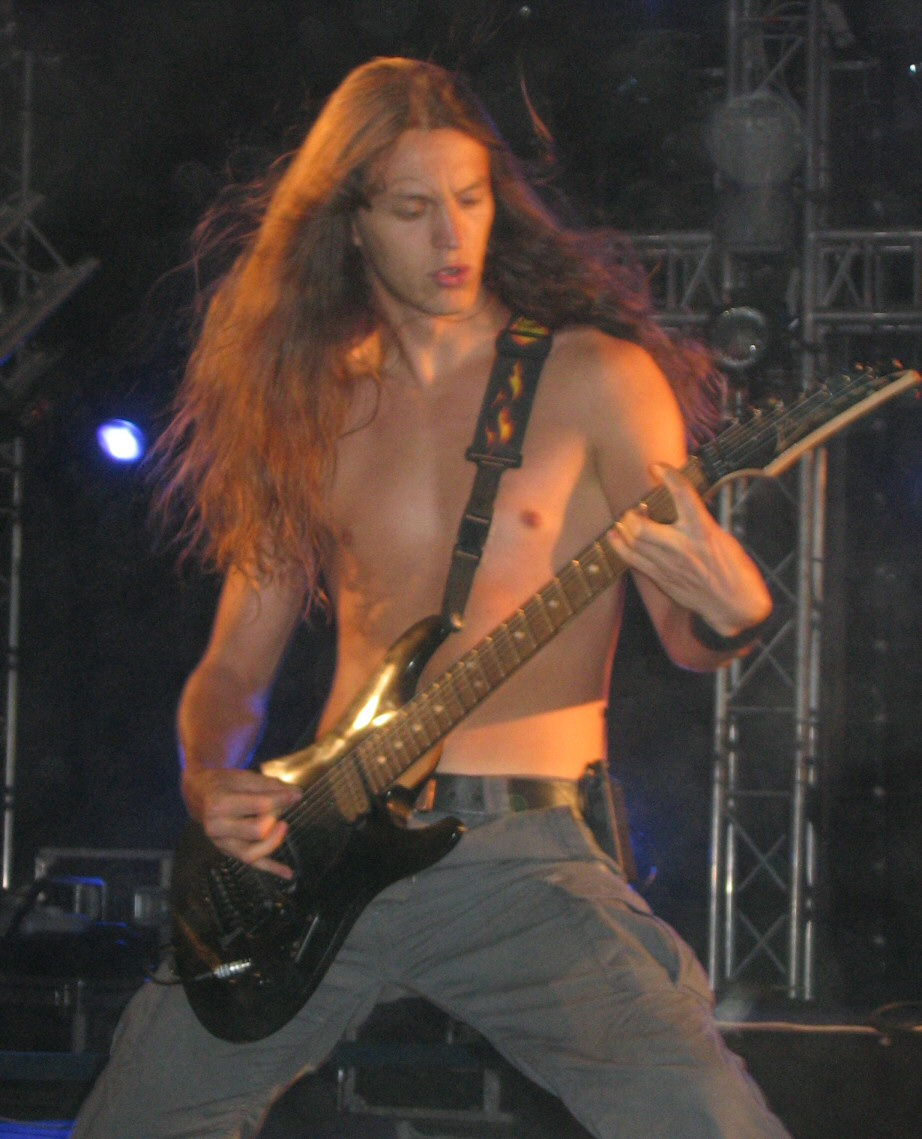
Mark Jansen durante el Tuska Open Air Metal Festival de 2006.

En diciembre, México presenció el show de Epica. Al final del año la banda entró a los estudios para grabar su segundo álbum, Consign to Oblivion.
Este trabajo aborda la cultura maya, y fue lanzado en abril del 2005 y producido por el alemán Sascha Paeth y por el brasileño Philip Colodetti. Mark comienza su temática "A New Age Dawns", este es un disco en el que como anteriormente de menciona aborda los conocimientos de la cultura maya respecto al 2012, la "nueva era" en muchas culturas y creencias, abarca las acciones humanas y como estas están perjudicando al mundo, plasma la importancia de volver a las leyes de la naturaleza y hacer un cambio en las relaciones sociales, habla de la preparación para los nuevos tiempos. De este álbum se extrajeron 2 sencillos, Solitary Ground y Quietus.
En septiembre del mismo año fue lanzado el álbum The Score - An Epic Journey. En este trabajo algunas canciones fueron grabadas, originalmente, para componer la banda sonora del filme neerlandés Joyride.
En 2005 y 2006, la banda realiza su primera gira por América del Norte acompañando a Kamelot. Después de la gira anterior, Jeroen Simons abandona la banda. Se dice que su marcha es por buscar otros rumbos, manteniendo la amistad con los integrantes del grupo. Sin embargo para el próximo disco Ariën van Weesenbeek toma el puesto de la batería. Ariën es actualmente miembro de la banda neerlandesa, God Dethroned.

### The Divine Conspiracy(2007)

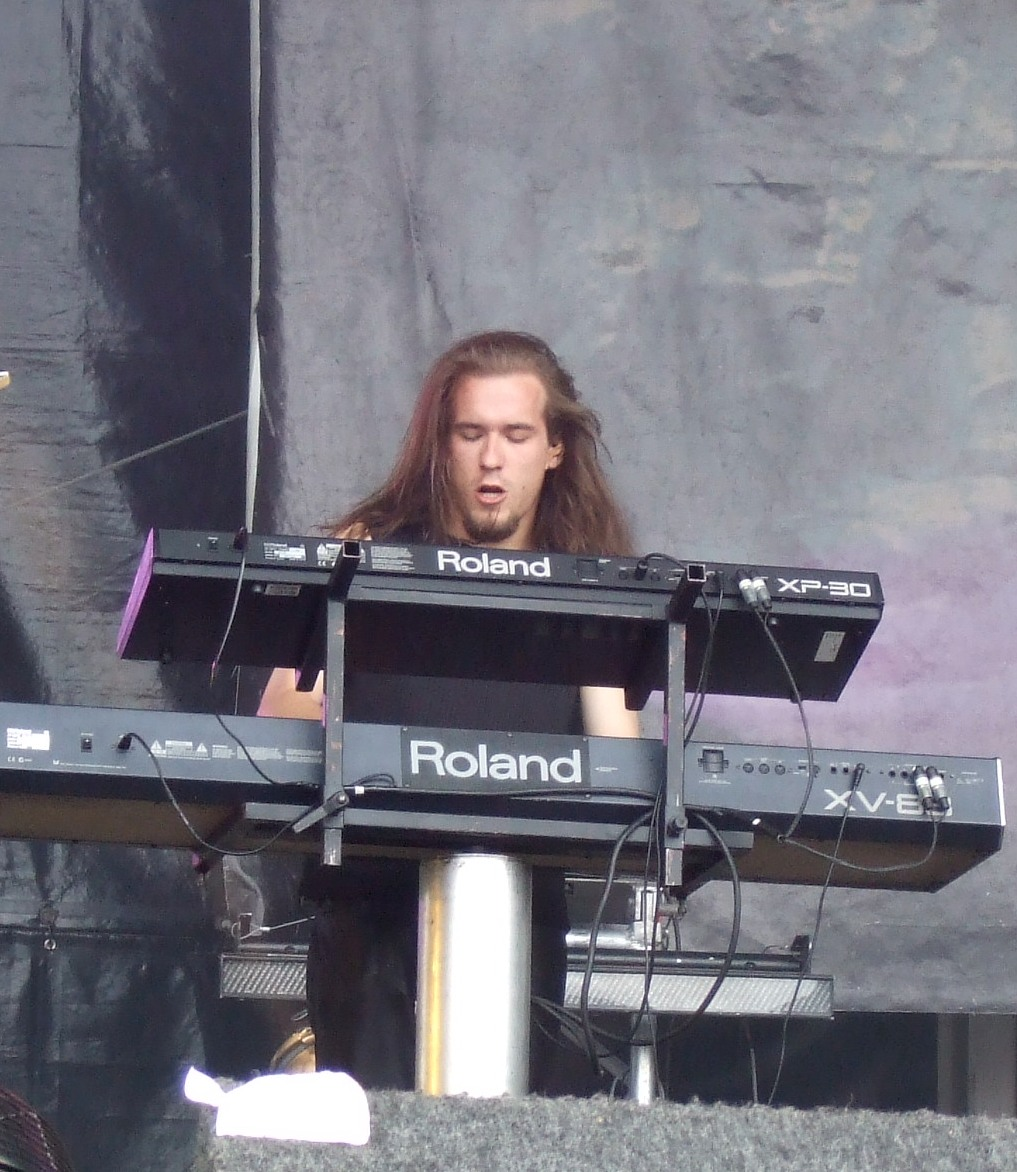
Coen Janssen durante un concierto

El 7 de septiembre de 2007 sale a la venta en Europa el tercer álbum de Epica, The Divine Conspiracy. Este trabajo trata de demostrar que Dios creó muchas religiones en el mundo, pero deben superar sus diferencias superficiales, y descubrir que su verdadera naturaleza es igual o independiente de sus creencias. De este álbum se extrajeron 2 sencillos, Never Enough y Chasing the Dragon. Never Enough es considerada por muchos fanes, como "la canción más comercial de la banda". Chasing the Dragon fue incluida en la banda sonora de la película En el nombre del rey.
En un fragmento de una entrevista, vemos lo que Mark Jansen de Epica habla del álbum The Divine Conspiracy, estas fueron sus palabras

En este trabajo nos hemos respetado muchísimo a nosotros mismos, y hemos compuesto el disco con dos fuerzas principales:

La primera ha sido pensando en la parte "mainstream", el lado más conocido de la banda, pero luego hemos escuchado más que nunca a nuestro corazón que nos pedía hacer música más heavy. En este caso no ha habido restricciones de ningún tipo y hemos hecho exactamente lo que queríamos. Por esto ha resultado un disco más duro que nunca, y posiblemente esto haga que alguna gente considere The Divine Conspiracy demasiado heavy para ellos, pero no podemos hacer nada por esto. Yo sé que nuestros fans más leales es lo que prefieren y nosotros también así que la cosa está clara.

La banda iría de gira a México el 1 de diciembre del 2007 presentando su álbum en Café Iguanas, Monterrey. Mark Jansen afirmó:

Quisiera ver algunas de las obras de la cultura maya, es por eso que quiero regresar a México no solo para dar conciertos.

Pero ese mismo día Simone Simons se enfermó de la garganta y canceló su concierto en el Café Iguanas, Monterrey.

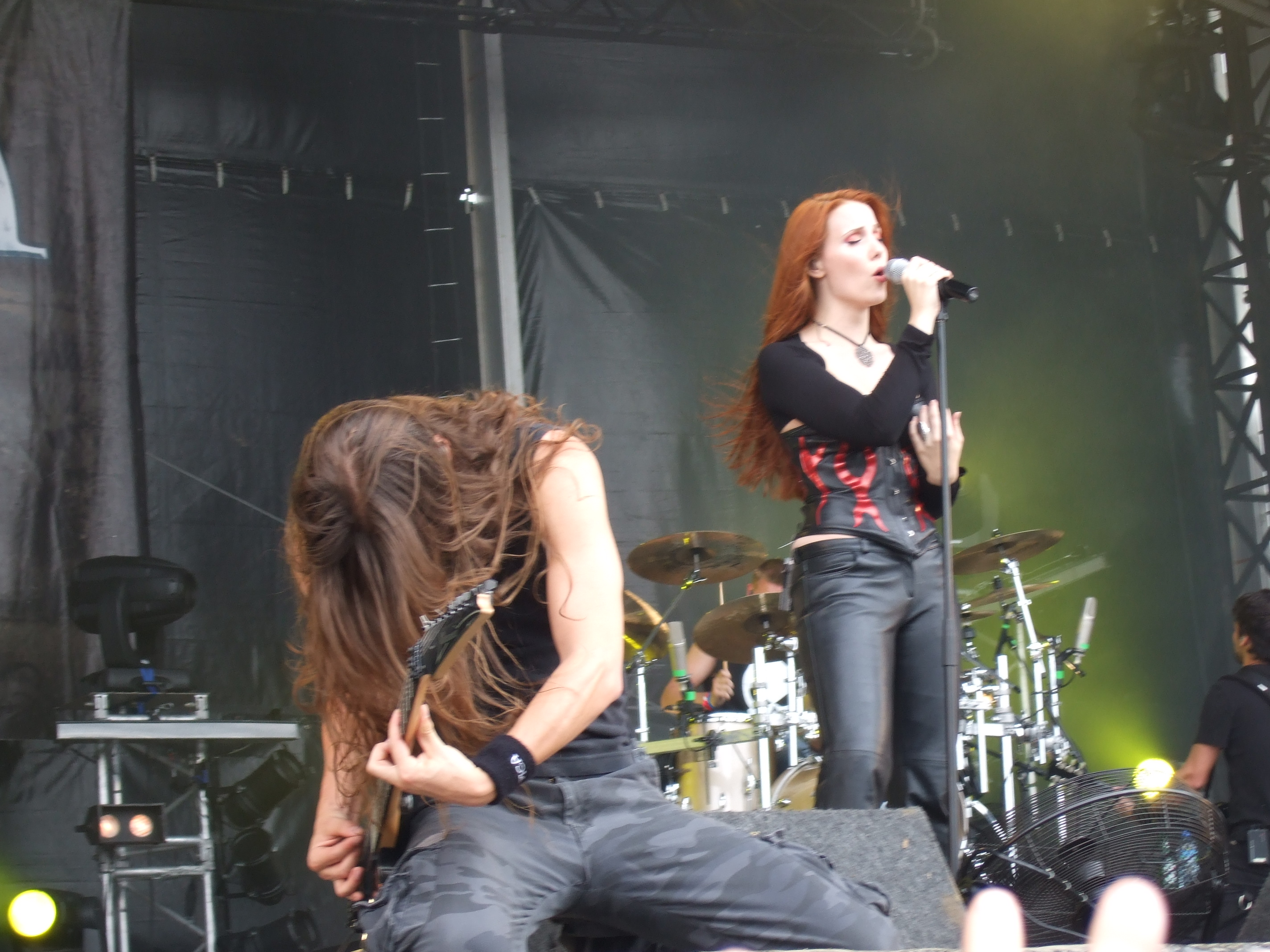
Simone Simons y Mark Jansen son los encargados en componer la mayor parte de las letras de las canciones

En enero de 2008, un comunicado en la web oficial del grupo declaraba que Simone padece del SARM y que por ello se habían visto obligados a cancelar sus próximos conciertos para los meses de enero y febrero, aunque Amanda Somerville, miembro del coro de la banda, ha reemplazado a Simone en la gira de Estados Unidos, junto a Into Eternity y Symphony X.
En julio de 2007 se realizó el concierto "The Classical Conspiracy" en el cual finalmente pueden tocar frente a un público con coros y una orquesta sinfónica.En el 2008 inicia su gira por Latinoamérica incluyendo esta vez a Venezuela, Colombia y Ecuador, países que no habían sido visitados en la gira pasada (hecha el 2005) y otros ya visitados anteriormente como Chile, México, Argentina entre otros.
En diciembre de 2008, Ad Sluijter decide finalmente dejar la banda de la cual fue fundador junto a Mark Jansen, las razones las da en una carta abierta que se encuentra en su Myspace. La razón principal es la presión que significa hacer un disco en un tiempo determinado sin dejar paso a la pasión de componer música, además de la apretada agenda de conciertos que posee en el último tiempo esta banda.
En enero de 2009, el guitarrista Isaac Delahaye se une a Epica en reemplazo de Ad Sluijter.

Isaac no es un desconocido para la banda desde que una vez reemplazó a Ad en un concierto en Francia en el 2003. Él también trabajó con Coen, Yves y Arien en "Project SIC" en 2006, pero ustedes lo conocerán mejor por su trabajo con God Dethroned en donde también trabajó con Arien.

El 8 de mayo de 2009 salió a la venta su segundo álbum en directo, The Classical Conspiracy, grabado en Hungría. El repertorio está compuesto por temas tanto clásicos nacionales e internacionales como repertorio de la banda. En un principio la banda incluiría le canción “O Fortuna” al disco pero por problemas de derechos de autor la deben dejar fuera, sin embargo está disponible para descarga en los sitios de los Fanes Club Oficiales.
El 5 de junio de 2009 fue lanzado el disco de homenaje a Heideroosjes, Ode & Tribute, el cual contiene varias versiones de variadas bandas de la escena musical neerlandesa hechas al homenaje de esta banda de punk rock. Epica participa en el disco con la versión de la canción "Nothing’s Wrong".[cita requerida]

### Design Your Universe(2009)

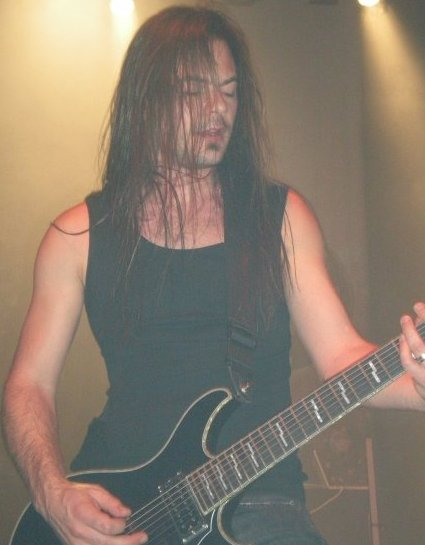
Isaac Delahaye guitarrista de Epica desde 2009

El 16 de octubre de 2009 salió a la venta el cuarto álbum de estudio de la banda, Design Your Universe.
En un fragmento de una entrevista, Mark Jansen comenta el título del nuevo álbum, Design Your Universe:

El título del álbum, "Design Your Universe", tiene que ver con los nuevos y grandiosos avances en física cuántica. Esto prueba que todos estamos conectados a nivel subatómico. También muestra que nosotros podemos crear o a lo menos influenciar a la materia con nuestros pensamientos... un hecho bastante interesante. Porque lo cambia todo para nosotros, nuestra visión del mundo completa colapsa una vez que aceptas estos hechos y los íntegras a tu vida. Entonces este tenía que convertirse en el título del nuevo disco.

Después del lanzamiento del anterior disco la banda realiza una gira por Europa. Como bandas de apoyo los acompañaron Amberian Dawn y Sons of Seasons.
De este álbum se extrajo el sencillo Unleashed.
El 17 de octubre de 2009, Epica se presenta en la 7.ª edición del Metal Female Voices Fest VII en Bélgica. Epica fue una de las presentaciones de cabecera y se aseguró, por parte de la banda, que esta presentación podría acabar siendo un próximo DVD. Como invitados especiales estuvieron el exguitarrista de la banda, Ad Sluijter y Floor Jansen, cantante de After Forever, con quien interpretaron "Follow In The Cry", canción de After Forever la cual era tocada como cover por Epica en sus primeros conciertos. También la banda obtuvo el primer lugar en la categoría al "Mejor Show" y recibió su premio justo antes del 'encore' de su espectáculo.
El 20 de diciembre de 2009, Simone Simons y Mark Jansen son invitados a la segunda versión del Christmas Metal Symphony en Tilburg, Países Bajos. A este festival también son invitados otros músicos presentes en la escena metalera como Cristina Scabbia, Mats Levén, Charlotte Wessels, Damian Wilson, George Oosthoek, entre otros.

### Requiem For The Indifferent(2012)

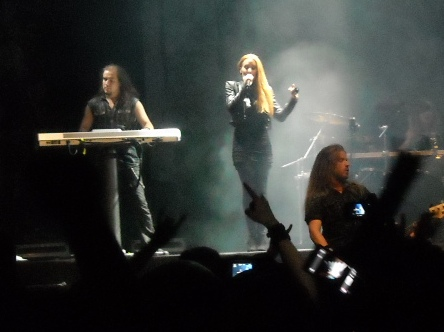
Epica durante un concierto en Río de Janeiro en el Requiem for the Indifferent World Tour

El día 7 de septiembre de 2011 Epica empezó a grabar su nuevo álbum que salió a la venta el 9 de marzo de 2012 a cargo del productor Sasha Paeth en los estudios Gate
El primero en entrar al estudio fue Ariën van Weesenbeek, grabando las baterías y percusiones en solo 2 días.
El 9 de septiembre, Isaac Delahaye ingresa a grabar lo que serán las guitarras principales del nuevo disco.
Luego vino el turno de Yves, que graba las partes de bajo desde su estudio casero.
El 14 de octubre comienzan las grabaciones de las voces, partiendo por Mark y Arien y los respectivos Grunts and Scream, para luego dar paso a las grabaciones de Simone Simons.
El 17 de octubre, Simons comienza las grabaciones de las voces para el nuevo disco, tomando alrededor de dos semanas en terminar el proceso.
En una entrevista al diario Clarín en Argentina Simone habló acerca del disco y dijo:

Básicamente trata sobre la muerte, o el nuevo comienzo de la gente indiferente que no es consciente de lo que está pasando en la sociedad. Significa que ellos parece que se están dando cuenta de los problemas y ya nunca más serán indiferentes, sino unidos y luchando por un mundo mejor. En realidad creo que es un disco muy Epica, pero quizás más oscuro, catastrófico y melancólico, es realmente oscuro. Pienso que posee esperanza, pero muchas canciones tienen sentimientos muy negros, Design Your Universe era un poco más ligero, y para el próximo trabajo vamos a tratar de traer de vuelta las sensaciones de Design.

El 3 de febrero de 2012, fue lanzado el primer sencillo del álbum titulado Storm the Sorrow, el video de dicha canción se lanzó el 24 de abril.

### Partida de Yves Huts y nuevo bajista
El 24 de marzo de 2012, Epica lanzó un comunicado a través de su página web oficial, anunciando la salida del bajista Yves Huts, que según él mismo la razón por la cual deja la banda es por otras propuestas de trabajos. En su comunicado personal Yves indicó:

013 es el primer sitio donde dimos nuestro primer concierto con EPICA y, casi una década después, también mi último. Dejó la banda porque me ha salido otra oportunidad para mi carrera que no es combinable con el calendario de la gira mundial de la banda. He intentado vivir dos vidas diferentes simultáneamente todo el tiempo que he podido pero al final he tenido que tomar una de las decisiones más difíciles de mi vida. Miro atrás a todos estos 10 años en EPICA y veo que han satisfecho y enriquecido mi experiencia en la vida. Como miembro fundador estoy orgulloso de lo que hemos logrado hasta ahora y estoy convencido de que el futuro traerá muchas cosas buenas para la banda.

Más tarde la banda anunció a su sucesor, Rob van der Loo (MaYan, Ex Delain) como nuevo bajista de Epica, Rob ingresó a la banda y una semana después ya se encontraba de gira con Epica.
En su comunicado con respecto a su ingreso a Epica, Rob indicó:

Hace unos días atrás hable con Yves y él me hizo recordar aquellos tiempos en el que Epica era todavía una banda soporte para una de mis bandas anteriores. En aquel tiempo él nunca hubiese asegurado que casi 10 años después yo sería su sucesor en Epica… bueno, yo tampoco… ¡pero estoy muy orgulloso de eso!
He compartido el escenario con gente de Epica por casi 10 años ya, y convertirme en un miembro de MaYan el año pasado nos hizo aún más unidos. Por eso tomar la decisión de unirme a Epica me hace sentir muy bien. Por lo tanto quiero mostrar mi gratitud con los miembros de la banda (incluyendo Yves) y el equipo de Epica por recibirme en esta familia.

### Forevermore
Ruurd Woltring tenía el sueño de grabar una canción con Epica algún día, gracias a un programa de la televisión neerlandesa pudo cumplir su sueño. Este programa llamado "Niks te gek" ("Nothing too crazy" en inglés) se encarga de cumplir los sueños a las personas con discapacidad mental. Epica ha colaborado y ha grabado una canción con Ruurd titulada "Forevermore" la cual fue escrita por él mismo, el episodio se transmitió en Países Bajos el 16 de septiembre.
Los fanes de la banda aceptaron muy bien la canción sobre todo por considerar que es un muy buen gesto por parte de ellos. Un video fue lanzado donde se ve a la banda con Ruurd en el estudio de grabación.

### Acoustic Dance Sessions
Epica participa en el recopilatorio Acoustic Dance Sessions donde también participan artistas de diferentes géneros haciendo versiones acústicas de canciones del género dance.
Epica grabó una versión de la canción “Happiness” de Alexis Jordan para este disco y fue publicado el 5 de octubre en iTunes.
La canción se caracteriza por tener un sonido muy relajante y ha sido muy bien recibida ya que se elogia la voz de Simone Simons.

### The Quantum Enigma(2014-2016)
La banda anunció en su sitio oficial que su nuevo álbum se lanzaría en mayo del 2014. El 21 de octubre se anunció que las grabaciones habían comenzado, el baterista de la banda Arien fue el primero en ingresar al estudio Sandlane Recording Facilities en Países Bajos junto al productor Joost van den Broek.
De acuerdo a declaraciones de Mark Jansen, el disco tendría:

Algunas viejas influencias de nuestros primeros trabajos, algunas referencias del álbum Design Your Universe y algunos nuevos elementos.

Mark a su vez agregó que el sonido del nuevo material era más fuerte y pesado, pero con canciones muy pegadizas e influencias de sus antiguos trabajos.
El 27 de enero se anunció que las grabaciones para el nuevo álbum finalizaron, el 30 de abril se llevó a cabo el show de lanzamiento del álbum en la ciudad de Tilburgo en Países Bajos, en «Poppudium 013» como banda soporte tuvieron a los finlandeses Insomnium.
Simone Simons nos comenta del concepto detrás de The Quantum Enigma:

The Quantum Enigma es como una investigación en el ámbito de la física cuántica, cuando lo descubres.

Cuando observas partículas ellas vibran de cierta forma y no ves el cambio, si te vas del lado más filosófico, que es de lo que Epica habla, no puedes estar seguro de lo que es la realidad. En este álbum estamos en la búsqueda de la realidad.
Estamos tratando de explicar lo que es la realidad y como podemos observar la realidad, como podemos obtener paz en nuestra mente.
Como sobrellevar el círculo de la vida y no la vida y la muerte, y el poder de la mente humana, los temas son muy espirituales, filosóficos, muy científicos.
Hay una delgada línea roja que va a través de las letras, estamos tratando de responder las preguntas de la vida, así lo hemos hecho desde el principio, nuestras letras tienen un lugar especial, en la música de igual manera.
Los fanes aman nuestras letras, leemos las letras, pensamos acerca de ellas, para nosotros es una muy buena manera de enviar un mensaje, de que las personas piensen e inspiren a más personas.

Tratar de difundir la vibra positiva.

En febrero la banda anunció que estaban trabajando en las filmaciones de un nuevo video en Umea, Suecia que sería del sencillo Unchain Utopía. Sin embargo el video no fue concretado y solo se lanzó un video con la letra de la canción donde se ven imágenes de las filmaciones de lo que hubiera sido el video original. Finalmente el 30 de octubre se dio a conocer un video de la canción "Victims of Contingency", sin previamente haberse lanzado como sencillo oficial.

### The Holographic Principle (2016-2019)

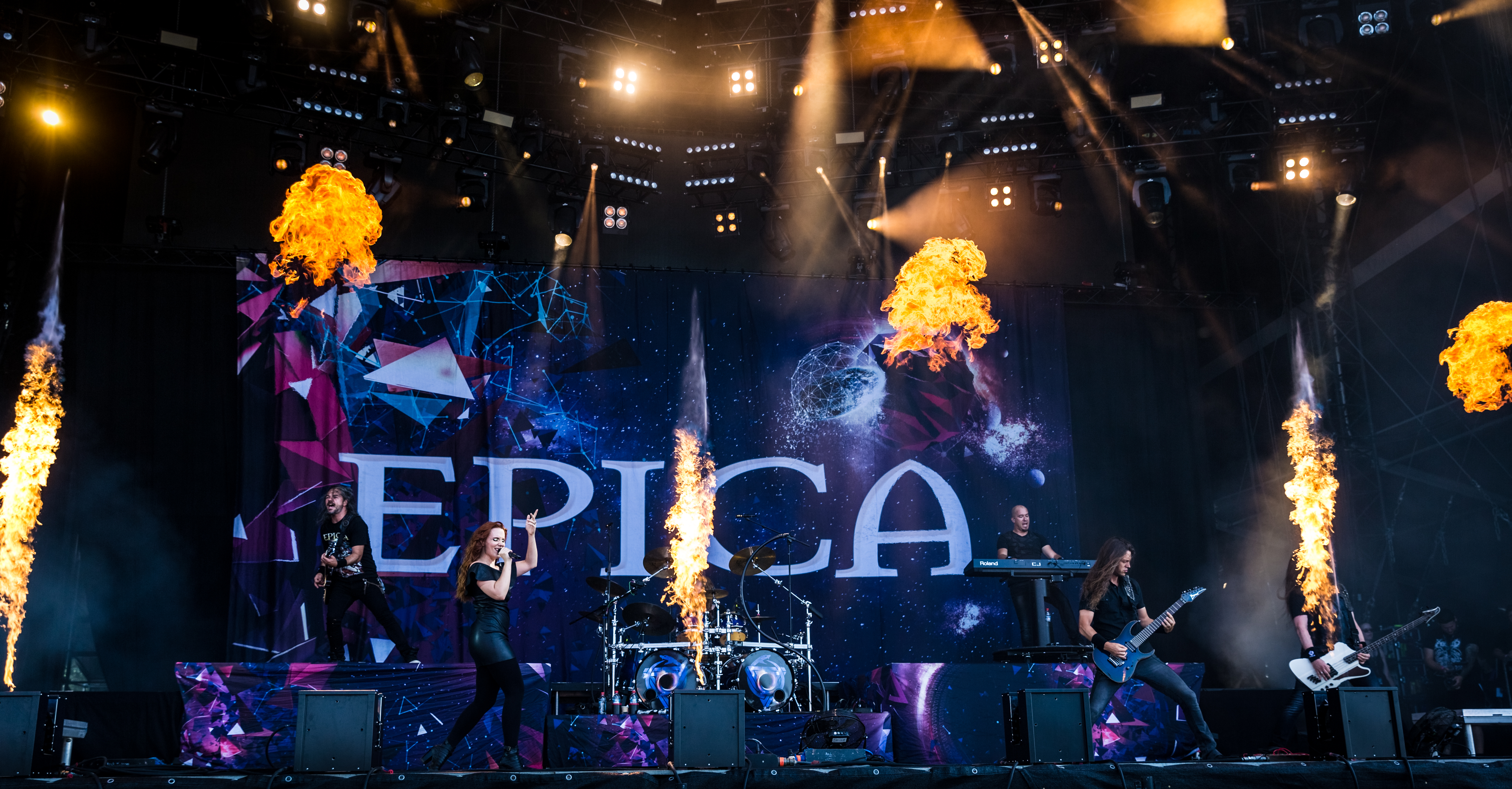
Epica - Wacken Open Air 2018

El 3 de junio de 2016 la banda anunció en su página oficial el lanzamiento de su nuevo álbum de estudio, que tendría como fecha de lanzamiento el 30 de septiembre de 2016. Con respecto al álbum Mark Jansen comento:

Creo que con The Quantum Enigma experimentamos un poco, a causa de algunos seguidores. El 90 % de los seguidores nos comentó: “¡Ahora sonáis como siempre quisimos!”, aunque otros nos comentaron que era un poco más pesado. Pero creo que es la línea que queremos mantener, así que el próximo trabajo seguirá en la línea de The Quantum Enigma.Le pondremos un poco de énfasis diferente, cogeremos cosas de aquí y allí, pero esa será la línea, trataremos de hacerlo mejor que en The Quantum Enigma, a pesar de que ha tenido muy buenas críticas. Siempre tenemos el deseo de crear algo mejor de lo que hemos hecho antes, mientras eso se exprese como un deseo, es entonces cuando nuestra llama arde

### Omega (2020-presente)
Simone Simons había declarado el 1 de febrero de 2020 que se había completado la preproducción del próximo álbum. El 11 de marzo de 2020, la banda había entrado en el estudio para comenzar a grabar su nuevo álbum, mientras que a su vez lanzó vlogs de estudio que mostraban el proceso de creación del álbum para su próximo octavo álbum de estudio.
Mark Jansen había dicho en una entrevista que la fecha de lanzamiento del álbum podría retrasarse como resultado de la pandemia de COVID-19. Se informó que el 17 de abril de 2020, Simone Simons había terminado de grabar las voces para el nuevo álbum. Mark Jansen confirmó más tarde, el 2 de septiembre de 2020, que el álbum había sido grabado, mezclado y masterizado con orquestaciones y un coro terminado antes de que la banda comenzara a grabar.
Nuclear Blast anunció más tarde el 7 de octubre de 2020 el título del octavo álbum de estudio de la banda, Omega, junto con una fecha de lanzamiento del 26 de febrero de 2021. El 9 de octubre de 2020, se lanzó el primer sencillo del álbum, "Abyss of Time - Countdown to Singularity", con un videoclip oficial. El segundo sencillo del álbum, "Freedom - The Wolves Within", fue lanzado el 27 de noviembre de 2020 junto con un video musical. El tercer sencillo, "Rivers", fue lanzado el 22 de enero de 2021 junto con un video visualizador.
El 29 de abril de 2021, en apoyo de Omega, la banda anunció que realizarían un evento de transmisión en vivo titulado Omega Alive, que tuvo lugar el 12 de junio de 2021.

## Retrospect
La banda anunció en su sitio oficial que el 23 de marzo de 2013, festejarán el 10.º aniversario de Epica en Eindhoven, Países Bajos.
El concierto el cual lo han titulado Retrospect, será llevado a cabo en Klokgebouw, con 70 elementos de orquesta sinfónica, coros, invitados internacionales y muchos efectos especiales. Especialmente para este show la banda ha invitado a la orquesta húngara Remenyi Ede Chamber y al coro del Teatro Nacional de Miskolc, la misma orquesta que acompañó a Epica en la grabación del álbum en vivo The Classical Conspiracy.
Las entradas para dicho concierto se pusieron a la venta el 15 de septiembre de 2012 a las 10 AM. En menos de una semana, ya se habían vendido más de 1,000 boletos. Más tarde Retrospect fue anunciado oficialmente por la banda que había sido agotado.
En Retrospect asistieron fanes de más de 45 países, que contaron con los arreglos hechos por la banda para aquellos fanáticos en los hoteles como Holiday Inn y el Hotel Hampshire, para asegurar el mejor precio posible.
El concierto constó de 70 músicos de orquesta sinfónica, efectos especiales, acróbatas, como invitados estuvieron la vocalista Floor Jansen y los exmiembros de la banda: Ad Sluijter, Yves Huts y Jeroen Simons, la banda también hizo una votación a través de las redes sociales y la artista más votada para invitada especial fue Tarja Turunen, pero según Mark, Tarja quería participar pero no podía ya que se encontraba con una apretada agenda de conciertos y trabajando en su próximo disco. También constó de diversos cambios de vestuario por parte de Simone Simons.
En el show la banda presentó una nueva canción titulada "Retrospect" y también tocaron por primera vez la canción de mayor duración The Divine Conspiracy
Con el lanzamiento de algunos vídeos oficiales de la presentación que fueron subidos al canal oficial de la banda las duras críticas no se hicieron esperar, refiriéndose especialmente al mal manejo de la iluminación y a la capacidad de canto de Simons, sin embargo la recepción general ha sido buena.

### Retrostream
Epica anunció en su página oficial que el show sería transmitido En línea, ligado a LiveMusicStage.com, los fanes adquirían un boleto de € 6 para acceder a ver el concierto en línea. Más tarde aquellos fanes que habían adquirido su boleto pudieron hablar con los miembros de la banda a través de un chat donde respondieron preguntas acerca del show.
En cuanto al reclamo acerca del lanzamiento de un DVD, la banda no confirmó nada, hasta que Coen Janssen, tecladista de la banda, anunciará durante el show, que Retrospect sería filmado para lanzarse como DVD.

### Apariciones en radio y televisión
Dada la expectativa del show, Epica apareció en portadas de diversas revistas europeas, e incluso en radios, televisión y diferentes medios de comunicación donde se hablaba del esperado show de aniversario.
El domingo 17 de marzo la banda apareció en la famosa radio neerlandesa 3FM, con una entrevista e interpretación de canciones como Storm the Sorrow  y Unleashed  en Barend en Wijnand.
También el lunes 18 la banda fue invitada especial al programa de televisión más popular en Países Bajos De Wereld Draait Door, donde interpretaron Storm the Sorrow.

### Lanzamiento
El 28 de agosto de 2013, la banda anunció que Retrospect se lanzaría el 8 de noviembre en DVD y Blu-ray a través de Nuclear Blast.
Retrospect no tuvo el éxito esperado, sin embargo debutó en la posición número siete en las listas de ventas neerlandesas, siendo la mejor posición que un álbum de Epica ha alcanzado hasta la fecha e ingresó a la posición número cuarenta y seis en los charts de Alemania.
Por otro lado recibió elogios de la crítica, el periódico neerlandés Volkskrant dijo:

La banda ha escrito un capítulo en la historia del metal neerlandés.

Y la revista Bélgica Rock Tribune nombró a retrospect como:

Un show inolvidable.

Por otro lado la crítica Anita Boel de la revista Aardschok nombró a Retrospect "DVD del año".
Antes de ser lanzado al mercado mundialmente, Retrospect fue exhibido en salas de cines, en Países Bajos se exhibió en Eindhoven, dónde también se llevó a cabo el show, en el cine Service Bioscoop Zien dicha función fue agotada después la banda apareció en los periódicos del país, en Alemania Retrospect se exhibió en la ciudad de Múnich en la sala Mathäser Multiplex Kino, mientras que en Bélgica fue en la ciudad de Kortrijk en el complejo Kinepolis, mientras que en América Retrospect sólo llegó a los cines en México, en la Cineteca Nacional de la Ciudad de México las entradas de dicha función no se vendieron, sino que se sortearon por decisión de la productora Dilemma, incluso la proyección de Retrospect llegó hasta las noticias en Google.

## Premios y honores
En 2003 Epica recibió el Premio Essent. Este se otorga en los Países Bajos a exitosas bandas de jóvenes como apoyo económico para su desarrollo, Por lo tanto, Epica recibió un cheque por valor de € 5000 de los organizadores.
Además, la banda fue invitada en programas de televisión 2 Sessies Meter., moderada por Jan Douwe Kroeske. Ganar este premio ha garantizado la participación de Epica a Noorderslag Rock Festival en 2004 en Países Bajos.
En 2009, tras su participación al Metal Female Voices Fest VII en Bélgica Epica recibió el premio por "Mejor Show".
El mismo año la banda ganó 3 Metal Symphonique Awards: "Mejor Álbum" por Design Your Universe, "Mejor banda" y "Mejor Actuación en Directo"; Además recibió elogios de la crítica: según Mindview, Design Your Universe es en lo absoluto el mejor disco de 2009, mientras que según Lords Of Metal es el segundo mejor álbum del año.
En 2013 Epica recibió cuatro nominaciones a los MS Awards, que organiza la Metal Sympho Association de Francia.
La banda ya había ganado el Golden Key de la misma asociación que se entrega en honor a la carrera de la banda, mismo honor que obtuvieron bandas como Within Temptation y After Forever.
En la 4th entrega de los MS Award 2013 Epica fue nominada en las categorías de "Mejor video musical" por Storm The Sorrow, "Mejor Actuación en Vivo”, "Mejor Álbum" por Requiem for the Indifferent y "Mejor banda Extranjera".
Sin embargo resultó ganador de dos de sus cuatro nominaciones:
- "Mejor video musical" por Storm The Sorrow
- "Mejor Álbum" por Requiem for the Indifferent

En 2013 la banda recibió una nominación a los premios "Lunas del Auditorio" en México en la categoría 'Espectáculo Alternativo'.

## Miembros de la banda

### Línea de tiempo
- Simone Simons - Voz (2002–presente)
- Mark Jansen - Guitarra y voz gutural (2002–presente)
- Isaac Delahaye - Guitarra (2009–presente)
- Coen Janssen - Piano y teclados (2002–presente)
- Rob van der Loo - Bajo (2012–presente)
- Ariën van Weesenbeek - Batería (2007–presente; miembro de sesión: 2006–2007)

### Exmiembros
- Yves Huts - Bajo (2002–2012; invitado 2013, 2022)
- Ad Sluijter - Guitarra (2002–2008; invitado el 2013)
- Jeroen Simons - Batería (2002–2006; invitado el 2013)
- Helena Iren Michaelsen – Voz (2002)

## Miembros del coro
| Álbum                          | Soprano                                                                                           | Alto                                                                      | Tenor                                         | Bajo                                                | Backing Vocals                                        |
| ------------------------------ | ------------------------------------------------------------------------------------------------- | ------------------------------------------------------------------------- | --------------------------------------------- | --------------------------------------------------- | ----------------------------------------------------- |
| The Phantom Agony              | Amanda Somerville - Annie Goebel                                                                  | Bridget Fogle - Cinzia Rizzo                                              | Previn Moore                                  | Melvin Edmondson                                    | Amanda Somerville                                     |
| Consign to Oblivion            | Bridget Fogle - Linda van Summeren                                                                | Amanda Somerville - Annie Goebel                                          | Previn Moore - Andre Matos                    | Melvin Edmondson                                    |                                                       |
| The Divine Conspiracy          | Bridget Fogle - Linda van Summeren                                                                | Amanda Somerville - Cinzia Rizzo                                          | Previn Moore                                  | Melvin Edmondson                                    | Amanda Somerville                                     |
| Design Your Universe           | Bridget Fogle - Linda van Summeren                                                                | Amanda Somerville - Cloudy Yang                                           | Previn Moore                                  | Melvin Edmondson                                    | Amanda Somerville                                     |
| Requiem for the Indifferent    | Laura Macrì - Linda Janssen                                                                       | Amanda Somerville - Tanja Eisl                                            | Previn Moore                                  | Christoph Drescher                                  | Amanda Somerville                                     |
| The Quantum Enigma             | Alfrun Schmid - Frederique Klooster - Martha Bosch - Silvia da Silva Marthino - Annemieke Nuijten | Astrid Krause - Annette Stallinga - Annette Vermeullen - Karen Langendonk | Daan Verlaan - Koert Braches - Ruben de Grauw | Andreas Goetze - Angus van Grevenbroek - Jan Douwes | Marcela Bovio                                         |
| We Will Take You With Us (DVD) | Amanda Somerville - Leigh Adoff - Georgina Chakos                                                 | Bridget Fogle - Annie Goebel                                              | Previn Moore                                  | Melvin Edmondson                                    | Amanda Somerville - Linda van Summeren - Annie Goebel |

## Músicos invitados
- Andreas Pfaff - Violín (en The Phantom Agony y Consign to Oblivion)
- Thomas Glöckner - Violín (en The Phantom Agony)
- Tobias Rempe - Violín (en The Phantom Agony y Consign to Oblivion)
- Benjamin Spillner - Violín (en Consign to Oblivion)
- Gregor Dierck - Violín (en Consign to Oblivion)
- David Schlage - Viola (en The Phantom Agony)
- Marie-Theres Stumpf - Viola (en The Phantom Agony)
- Astrid Müller - Viola (en Consign to Oblivion)
- Patrick Sepec - Viola (en Consign to Oblivion)
- Swantje Tessmann - Viola (en Consign to Oblivion)
- Cordula Rohde - Violonchelo (en The Phantom Agony)
- Jörn Kellermann - Violonchelo (en The Phantom Agony y Consign to Oblivion)
- André Neygenfind - Contrabajo (en The Phantom Agony)
- Karen Dekker y Lenneke Dijkens - Violín (en We Will Take You With Us)
- Marleen Veldstra - Viola (en We Will Take You With Us)
- Jonas Pap y Lois van Driel - Violonchelo (en We Will Take You With Us)
- Pieter Althuis - Contrabajo (en We Will Take You With Us)

## Discografía

### Álbumes de estudio
- 2003: The Phantom Agony
- 2005: Consign to Oblivion
- 2007: The Divine Conspiracy
- 2009: Design Your Universe
- 2012: Requiem for the Indifferent
- 2014: The Quantum Enigma
- 2016: The Holographic Principle
- 2021: Omega
- 2025: Aspiral

## Giras
- 2007-2008 The Divine Conspiracy Tour

- 2009-2011 Design Your Universe World Tour

- 2012-2013 Requiem for the Indifferent World Tour

- 2014-2016 The Quantum Enigma World Tour